# Kościół św. Józefa w Radomiu
Kościół św. Józefa – kościół rzymskokatolicki w Radomiu, na Osiedlu Ustronie, w dekanacie Radom-Południe, w diecezji radomskiej.
Nadzór klerycki sprawują pallotyni.
Obecnie kaplica. Msze święte sprawowane są natomiast kilkadziesiąt metrów dalej, w nowym kościele Królowej Apostołów przy ul. Młodzianowskiej 124.
Od listopada 2003 w zabudowaniach sąsiadujących z kaplicą działa Hospicjum Królowej Apostołów oraz Hospicyjny Niepubliczny ZOZ "Gościniec Królowej Apostołów".

## Z życia kościoła
- 20-25 października 1961: Pierwsza peregrynacja figury Matki Bożej Fatimskiej z Krzeptówek. Pallotyńscy misjonarze udali się razem z figurą do parafii św. Józefa w Radomiu. Figura fatimska rozpoczyna swoją wędrówkę po parafiach, połączoną z rekolekcjami różańca rodzinnego.
- 1983: Z południowej części parafii św. Józefa została wydzielona parafia św. Brata Alberta